# Hans Gottfried Bernrath

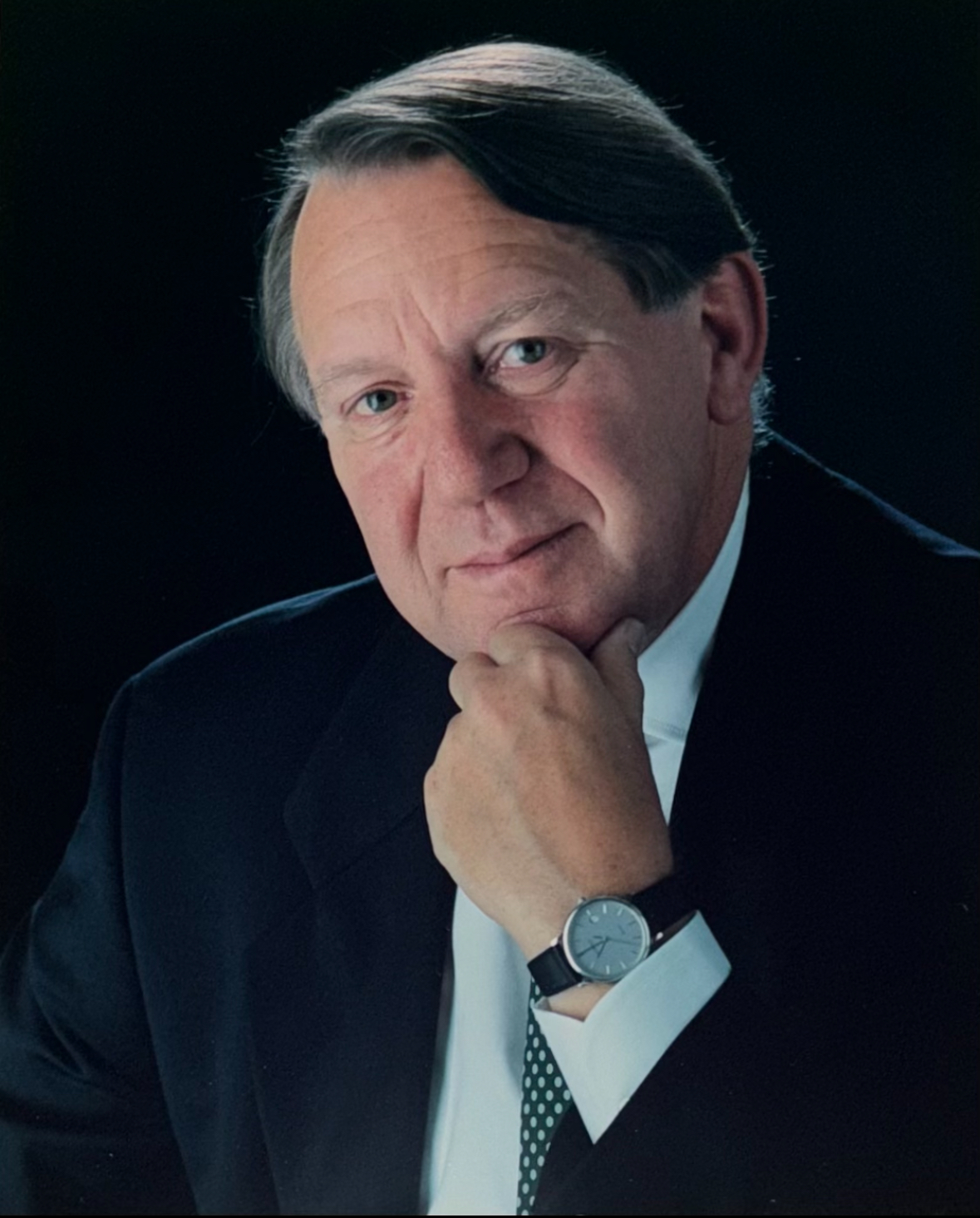
Hans Gottfried Bernrath 1998 in Bonn

Hans Gottfried Bernrath (* 5. Juli 1927 in Osterath; † 24. Juli 2010 in Grevenbroich) war ein deutscher Politiker (SPD), Vorsitzender des Innenausschusses des Deutschen Bundestages a.D und Vorstandsvorsitzender der Bundesanstalt für Post und Telekommunikation a. D.

## Leben
Bernrath wurde im Juli 1927 als Sohn des Postbeamten Wilhelm Bernrath und seiner Frau Katharina Bernrath in Osterrath, Nord-Rhein-Westfalen geboren. Dort lebte Bernrath bis zum Einzug in die Wehrmacht 1943 mit seinen Eltern und seiner Schwester Hildegart Tabel geb. Bernrath zusammen. In den Jahren 1937 bis 1943 besuchte Bernrath das Thomasgymnasium in Kempen am Niederrhein. In den Kriegsjahren 1943 bis 1945 war er Luftwaffenhelfer, im Reichsarbeitsdienst, im Kriegsdienst und kam letztlich in Kriegsgefangenschaft. Im Jahr 1946 machte Bernrath sein Abitur am damaligen Jungengymnasium Quirinus in Neuss.
Er beantragte am 10. Februar 1944 die Aufnahme in die NSDAP und wurde zum 20. April desselben Jahres aufgenommen (Mitgliedsnummer 9.829.142). Seit 1949 war Bernrath Mitglied der Deutschen Postgewerkschaft. 
Nach Ende des Zweiten Weltkriegs, in den Jahren 1946 und 1947, arbeitete er in verschiedenen Industriebetrieben, wechselte danach zur Deutschen Bundespost, wo er von 1948 bis 1967 sowie 1970 bis 1980 tätig war, unter anderem als Ministerialdirektor.
In den 1950er Jahren lernte Bernrath seine spätere Frau kennen, die er 1963 heiratete. Gemeinsam zogen sie in die unweit von Düsseldorf gelegene damalige Stadt  Wevelinghoven. Das Paar bekam in den 1960er Jahren drei Söhne und später drei Enkelkinder.

## Politische Laufbahn

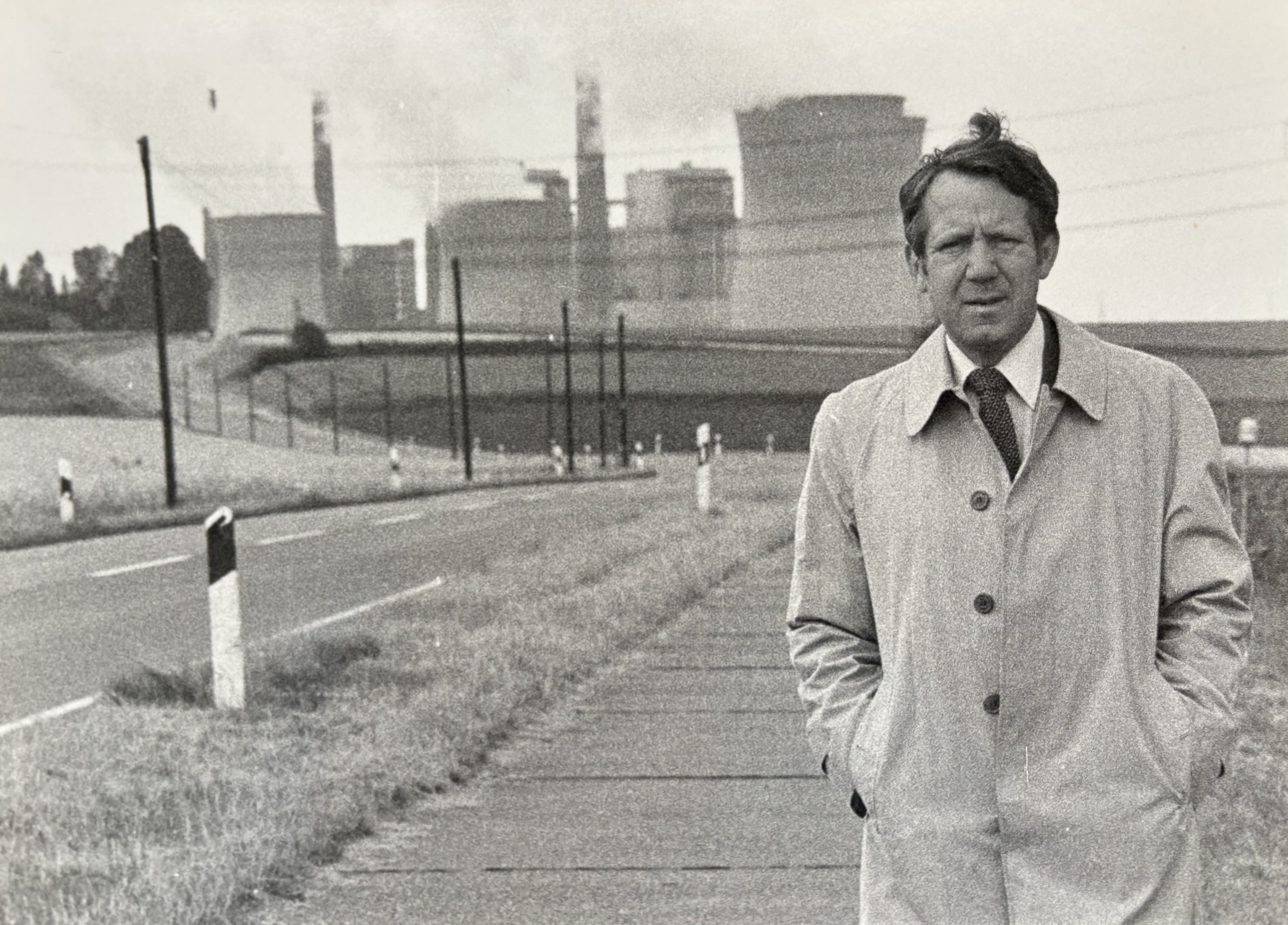
Hans Gottfried Bernrath vor dem Kraftwerk Neurath 1983

Hans Gottfried Bernrath trat im Jahr 1953 trat der SPD bei. Von 1968 bis 1970 war er Beigeordneter der Stadt Rheydt. In den Jahren 1979 bis 1994 war er der letzte ehrenamtliche Bürgermeister der Stadt Grevenbroich. Im Jahr 1969 wurde er vom nordrhein-westfälischen Landtag in die fünfte Bundesversammlung gewählt, die Gustav Heinemann zum Bundespräsidenten wählte.
Im Jahr 1980 wurde er Mitglied des Deutschen Bundestages. Dies blieb er bis zu seiner Mandatsniederlegung am 31. Dezember 1994.
Bernrath war von 1979 bis 1994 der letzte ehrenamtliche Bürgermeister der Stadt Grevenbroich, Bernraths Amtszeit als Bürgermeister definierte sich durch die angestrebte Ausrichtung der Landesgartenschau 1994 in Grevenbroich. Bernrath stieß innerhalb der Bürgerschaft mit seinen Plänen für die Landesgartenschau und der damit verbundenen starken Veränderung des Stadtbildes sowohl auf Zustimmung als auch auf Kritik. Zentrales Element der Umplanung wurde die an den Stadtkern angrenzende Parkanlage, welche nach seinem Tod Bernrath zu Ehren ebenso wie der zuläufige Weg nach ihm benannt wurden. Bis heute ist die Politik Bernraths in Bezug auf die Stadtplanung umstritten.
Bernrath war im Zeitraum von 1985 bis 1997 Präsident und 1. Vizepräsident des Deutschen Städte- und Gemeindebundes.
In den Jahren 1987 bis 1994 bekleidete Bernrath die Position des Vorsitzenden des Innenausschusses des Deutschen Bundestages. Seine Zeit als Vorsitzender war maßgeblich durch den Terror der Rote Armee Fraktion geprägt und insbesondere durch die Debatte und die Ermittlungen im Zusammenhang mit der Festnahme der Terroristen Birgit Hogefeld und Wolfgang Grams in Bad Kleinen.
Bernrath setzte sich während seiner Zeit als Abgeordneter in Bonn für die Postreform 2 ein und war maßgeblich an den Vorbereitungen zur damals wie heute umstrittenen Privatisierung der Deutschen Bundespost beteiligt wofür er 1997 ebenfalls das Große Verdienstkreuz der Bundesrepublik Deutschland erhielt. Nach der Privatisierung wurde Bernrath im Zuge dessen die Behördenleitung für den Rechtsnachfolger der Deutschen Bundespost, der Bundesanstalt für Post und Telekommunikation übertragen.